# Sjaj (optika)
Sjaj je optičko svojstvo koje pokazuje koliko dobro površina odbija svetlost u spekularnom (ogledalu sličnom) smeru. To je jedan od važnih parametara koji se koriste za opisivanje vizuelnog izgleda predmeta. Faktori koji utiču na sjaj su indeks prelamanja materijala, ugao upadne svetlosti i topografija površine.
Prividni sjaj zavisi od količine spekularne refleksije - svetlosti koja se od površine odbija u jednakoj količini i pod simetričnim uglom prema onom upadne svetlosti - u poređenju sa difuznim refleksijom - količinom svetlosti rasejane u drugim pravcima.

## Teorija
Kada svetlost osvetli objekat, ona sa njim stupa u interakciju na više načina:
- Apsorbuje se (to je u velikoj meri odgovorno za boju)
- Prenosi se kroz njega (u zavisnosti od površinske prozirnosti i neprozirnosti)
- Rasipa se od ili unutar njega (difuzna reflekcija, sumaglica i transmisija)
- Spektakularno se reflektuje od njega (sjaj)

Varijacije u teksturi površine direktno utiču na nivo spekularne refleksije. Predmeti glatke površine, odnosno visoko polirani ili koji sadrže premaze sa fino dispergovanim pigmentima, izgledaju sjajno za oči zbog velike količine svetlosti koja se odbija u spekularnom smeru, dok hrapave površine ne odbijaju spekularnu svetlost, jer se svetlost rasipa u drugim pravcima i zbog toga izgledaju bezizražajno. Kvaliteti formiranja slike na ovim površinama su mnogo niži zbog čega se svi odsjaji čine zamućenim i iskrivljenim.
Tip materijala podloge takođe utiče na sjaj površine. Nemetalni materijali, i.e. plastika etc, proizvode viši nivo reflektovane svetlosti kada su osvetljeni pod većim uglom osvetljenja usled upijanja svetlosti u materijal ili difuznog rasipanja u zavisnosti od boje materijala. Metali ne trpe zbog ovog efekta proizvodeći veće količine refleksije pod bilo kojim uglom.
Fresnelova formula daje spekularnu reflektansu, {\displaystyle R_{s}}, za nepolarizovano svetlo intenziteta {\displaystyle I_{0}}, pod upadnim uglom {\displaystyle i}, dajući intenzitet spekularno reflektovanog zraka intenziteta {\displaystyle I_{r}}, dok je refraktivni indeks prelamanja površinskog uzorka {\displaystyle m}.
Fresnelova jednačina data je na sledeći način: {\displaystyle R_{s}={\frac {I_{r}}{I_{0}}}}
{\displaystyle R_{s}={\frac {1}{2}}\left[\left({\frac {\cos i-{\sqrt {m^{2}-\sin ^{2}i}}}{\cos i+{\sqrt {m^{2}-\sin ^{2}i}}}}\right)^{2}+\left({\frac {m^{2}\cos i-{\sqrt {m^{2}-\sin ^{2}i}}}{m^{2}\cos i+{\sqrt {m^{2}-\sin ^{2}i}}}}\right)^{2}\right]}

## Hrapavost površine
Hrapavost površine u mikrometarskom opsegu utiče na nivoe spekularne refleksije. Dijagram desno prikazuje refleksiju pod uglom {\displaystyle i} na hrapavoj površini sa karakterističnom visinom hrapavosti {\displaystyle h}. Razlika u putanji između zraka odbijenih od vrha i dna površinskih neravnina je:
{\displaystyle \Delta r=2h\cos i\;}
Kada je talasna dužina svetlosti {\displaystyle \lambda }, fazna razlika je:
{\displaystyle \Delta \phi ={\frac {4\pi h\cos i}{\lambda }}\;}
Ako je {\displaystyle \Delta \phi \;} malo, dva zraka (pogledajte dijagram) su skoro u fazi i stoga se površina uzorka može smatrati glatkom. Ali kada je {\displaystyle \Delta \phi =\pi \;}, tada zraci nisu u fazi i putem interferencije dolayi do međusobnog poništavanja. Nizak intenzitet spekularno reflektovane svetlosti znači da je površina hrapava i rasipa svetlost u drugim pravcima. Ako je proizvoljan kriterijum za glatku površinu {\displaystyle \Delta \phi <{\frac {\pi }{2}}}, tada se zamenom u gornjoj jednačini dobija:
{\displaystyle h<{\frac {\lambda }{8\cos i}}\;}
Ovo stanje glatke površine poznato je kao Rejlijev kriterijum hrapavosti.

## Istorija
Najranija istraživanja percepcije sjaja pripisuju se Ingersolu koji je 1914. ispitivao efekat sjaja na papiru. Kvantitativnim merenjem sjaja pomoću instrumenata Ingersol je svoje istraživanje zasnovao na teoriji da je svetlost polarizovana u spekularnoj refleksiji, dok je difuzno odbijena svetlost nepolarizovana. Ingersolov „glarimetar“ imao je spekularnu geometriju sa uglovima upada i posmatranja od 57,5°. Korišćenjem ove konfiguracije sjaj je izmeren kontrastnom metodom koja je oduzela spekularnu komponentu od ukupne refleksije pomoću polarizacionog filtera.
U radu AH Pfunda iz 1930-ih, sugerirano je da iako je spekularni sjaj osnovni (objektivni) dokaz sjaja, stvarni površinski sjajni izgled (subjektivni) odnosi se na kontrast između spekularne sjajnosti i difuzne svetlosti okolne površine (sada se naziva „kontrastni sjaj“ ili „odblesak”).
Ako se vizuelno uporede crno-bele površine iste sjajnosti, crna površina će uvek izgledati sjajnija zbog većeg kontrasta između spekularnog isticanja i crne okoline u poređenju sa belom površinom i okolinom. Pfund je takođe prvi sugerisao da je za pravilnu analizu sjaja potrebno više metoda.
Godine 1937. Hanter je u okviru svog istraživačkog rada o sjaju opisao šest različitih vizuelnih kriterijuma koji se pripisuju prividnom sjaju. Sledeći dijagrami pokazuju vezu između upadnog snopa svetlosti, I, spekularno odbijenog snopa, S, difuzno odbijenog snopa, D i blisko spekularnog odbijenog snopa, B.
- Spekularni sjaj - percipirana osvetljenost i sjaj vrhunaca

Definisano kao odnos svetlosti koja se odbija od površine pod jednakim, ali suprotnim uglom od upadnog na površinu.
- Sjaj - percipirana sjajnost pri malim upadnim uglovima

Definisan kao sjaj prim malim uglovima upada i posmatranja
- Kontrastni sjaj - percipirana osvetljenost spekularno i difuzno reflektujućih područja

Definisano kao odnos spekularno reflektovane svetlosti prema difuzno odbijenoj normalnoj površini;
- Odsustvo cvetanja - opažena oblačnost u odsjajima blizu spekularnog pravca

Definisano kao mera odsustva izmaglice ili mlečnog izgleda u blizini spekularno reflektovane svetlosti: izmaglica je inverzna odsustvu cveta
- Izrazitost sjaja slike - prepoznaje se po različitosti slika odraženih na površinama

Definisano kao oštrina spekularno reflektovane svetlosti
- Sjaj površinske teksture - prepoznaje se zbog odsustva površinske teksture i površinskih mrlja

Definisano kao ujednačenost površine u pogledu vidljive teksture i nedostataka (pomorandžina kora, ogrebotine, inkluzije itd.)
Prema tome, površina može izgledati vrlo sjajno ako ima dobro definisanu spekularnu refleksiju pod spekularnim uglom. Percepcija slike koja se odražava na površini može se pogoršati ako se ne pojavi oštro, ili ako se čini da ima slab kontrast. Prvo karakteriše merenje izrazitosti slike, a drugo maglica ili kontrastni sjaj.
U svom radu Hanter je takođe primetio važnost tri glavna faktora u merenju sjaja:
- Količina svetlosti koja se reflektuje u spekularnom pravcu
- Količina i način na koji se svetlost širi oko spekularnog pravca
- Promena spekularne refleksije sa promenom spekularnog ugla

Za svoja istraživanja on je koristio glosmetar sa spekularnim uglom od 45°, kao i većina prvih fotoelektričnih metoda tog tipa, ali su kasnije studije Hantera i Džda iz 1939. godine, na većem broju uzoraka boje dovele do izvođenja zaključka da je geometrija od 60 stepeni bila je najpodesniji ugao kako bi se obezbedila najbliža korelacija sa vizuelnim posmatranjem.

## Standardno merenje sjaja
Standardizaciju u merenju sjaja predvodili su Hanter i ASTM (Američko društvo za testiranje i materijale) koji su proizveli ASTM D523 standardnu metodu ispitivanja za spekularni sjaj 1939. godine. To je uključivalo metodu za merenje sjaja pod spekularnim uglom od 60°. Kasnija izdanja Standarda (1951) uključivala su metode za merenje na 20° za ocenu završnih obloga visokog sjaja, razvijenih u kompaniji DuPont (Horning and Mory, 1947) i 85° (mat ili niski sjaj).
ASTM ima niz drugih standarda povezanih sa sjajem dizajniranih za primenu u određenim industrijama, uključujući staru metodu od 45° koja se danas uglavnom koristi za glaziranu keramiku, polietilen i druge plastične filmove.
Godine 1937. industrija papira usvojila je metodu spekularnog sjaja od 75°, jer je taj ugao najbolje razdvajao obložene papire za knjige. Ovu metodu je 1951. godine usvojilo Tehničko udruženje celulozne i papirne industrije kao TAPPI metod T480.
U industriji lakova, merenja spekularnog sjaja vrše se prema međunarodnom standardu ISO 2813 (BS 3900, deo 5, UK; DIN 67530, Nemačka; NFT 30-064, Francuska; AS 1580, Australija; JIS Z8741, Japan, takođe ekvivalentno). Ovaj standard je u osnovi isti kao ASTM D523, iako je različito izrađen.
Studije poliranih metalnih površina i automobilskih obloga od eloksiranog aluminijuma iz šezdesetih godina, koje su sprovil Tingl, Poter i Džordž doveli su do standardizacije merenja sjaja površina visokog sjaja putem goniofotometrije pod oznakom ASTM E430. U ovom standardu su takođe definisane metode za merenje različitosti sjaja slike i maglice refleksije.

## Literatura
- Koleske, J.V. (2011). „Part 10”. Paint and Coating Test Manual. USA: ASTM. ISBN 978-0-8031-7017-9.
- Meeten, G.H. (1986). Optical Properties of Polymers. London: Elsevier Applied Science. стр. 326–329. ISBN 0-85334-434-5.
- Born, Max; Wolf, Emil (2002). Principles of Optics. Cambridge University Press. ISBN 978-1-139-64340-5.
- Hecht, Eugene (2002). Optics (4 изд.). Addison-Wesley Longman, Incorporated. ISBN 978-0-8053-8566-3.
- Serway, Raymond A.; Jewett, John W. (2004). Physics for scientists and engineers (6, illustrated изд.). Belmont, CA: Thomson-Brooks/Cole. ISBN 978-0-534-40842-8.
- Tipler, Paul A.; Mosca, Gene (2004). Physics for Scientists and Engineers: Electricity, Magnetism, Light, and Elementary Modern Physics. 2. W.H. Freeman. ISBN 978-0-7167-0810-0.
- Lipson, Stephen G.; Lipson, Henry; Tannhauser, David Stefan (1995). Optical Physics. Cambridge University Press. ISBN 978-0-521-43631-1.
- Fowles, Grant R. (1975). Introduction to Modern Optics. Courier Dover Publications. ISBN 978-0-486-65957-2.
- R. S. Hunter, R. W. Harold: The Measurement of Appearance, 2nd Edition, Wiley-IEEE (1987)
- CIE No 38-1977: Radiometric and photometric characteristics of materials and their measurement
- CIE No 44-1979: Absolute methods for reflection measurements
- F. E. Nicodemus, et al., Geometric Considerations and Nomenclature for Reflectance, U.S. Dept. of Commerce, NBS Monograph 160 (1977)
- John C. Stover, Optical Scattering, Measurement and Analysis, SPIE Press (1995)
- Young, H.D. (1992). University Physics: Extended Version With Modern Physics (8th изд.). Addison-Wesley. Ch. 35. ISBN 978-0-201-52981-4.
- Marchand, E.W. (1978). Gradient Index Optics. New York: Academic Press.
- E. Hecht (1987). Optics (2nd изд.). Addison Wesley. ISBN 978-0-201-11609-0.
- Maxwell, James Clerk (1865). „A dynamical theory of the electromagnetic field” (PDF). Philosophical Transactions of the Royal Society of London. 155: 499. Bibcode:1865RSPT..155..459C. doi:10.1098/rstl.1865.0008. Архивирано (PDF) из оригинала 2011-07-28. г.
- J. Goodman (2005). Introduction to Fourier Optics (3rd изд.). Roberts & Co Publishers. ISBN 978-0-9747077-2-3.
- A.E. Siegman (1986). Lasers. University Science Books. ISBN 978-0-935702-11-8.
- Woan, G. (2010). The Cambridge Handbook of Physics Formulas. Cambridge University Press. ISBN 978-0-521-57507-2.
- Griffiths, David J. (2017). „Chapter 9.3: Electromagnetic Waves in Matter”. Introduction to Electrodynamics (4th изд.). Cambridge University Press. ISBN 978-1-108-42041-9.
- Band, Y. B. (2010). Light and Matter: Electromagnetism, Optics, Spectroscopy and Lasers. John Wiley & Sons. ISBN 978-0-471-89931-0.
- Kenyon, I. R. (2008). The Light Fantastic – Introduction to Classic and Quantum Optics. Oxford University Press. ISBN 978-0-19-856646-5.
- Encyclopaedia of Physics (2nd Edition)., R.G. Lerner, G.L. Trigg, VHC publishers, 1991, ISBN (Verlagsgesellschaft) 3-527-26954-1, ISBN (VHC Inc.) 0-89573-752-3
- McGraw Hill Encyclopaedia of Physics (2nd Edition)., C.B. Parker, 1994,  0-07-051400-3